# Спортивная гиря

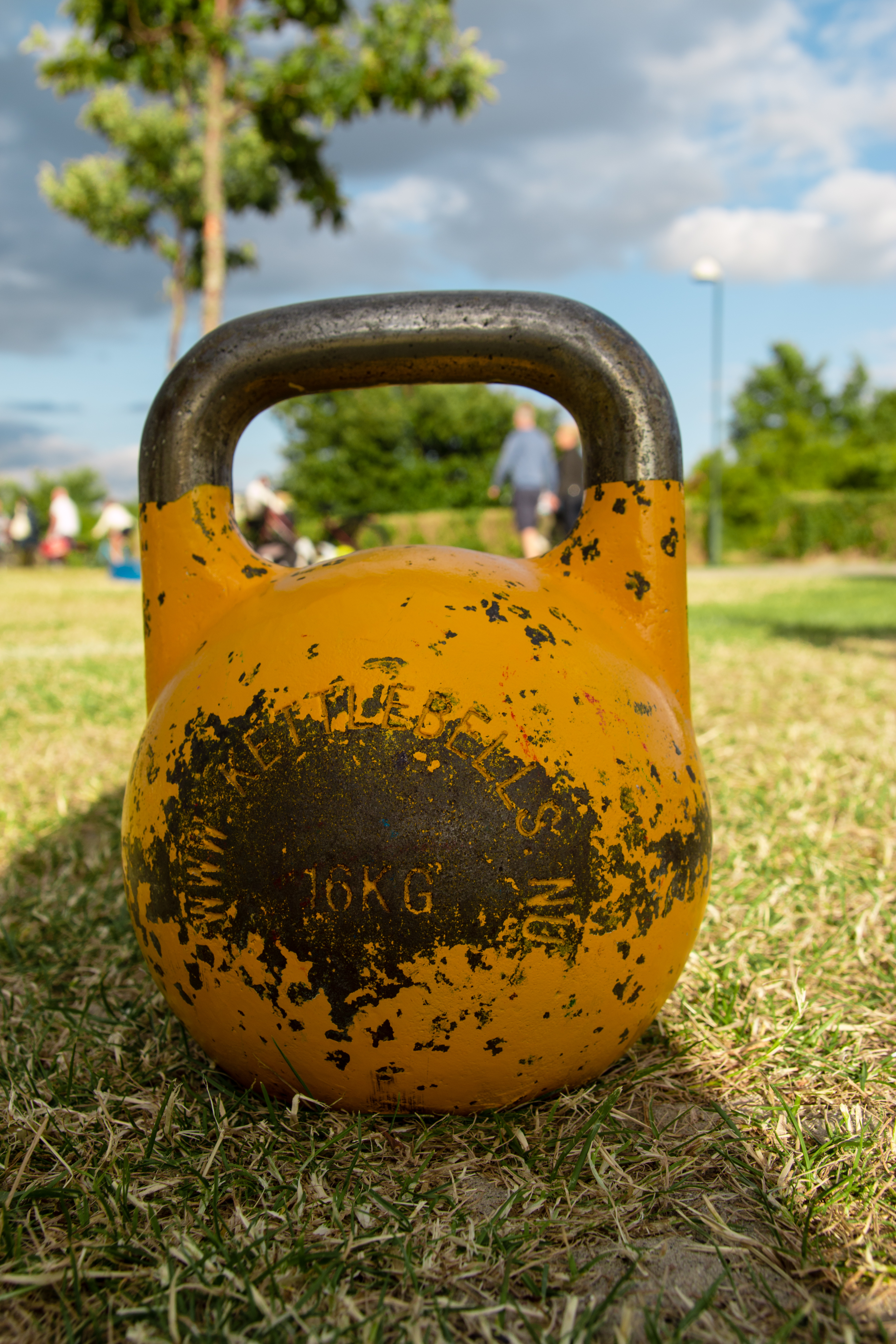
16-килограммовая (35-фунтовая) «соревновательная» гиря

Ги́ря — спортивный снаряд для силовых упражнений.

## История гири как спортивного снаряда
Анализируя различные литературные и музейные материалы, сложно с большой точностью сказать, когда и где именно появились первые гири. В данный момент времени можно лишь точно сказать, что гири  являются одним из древнейших отягощений для силовой тренировки, созданным несколько тысяч лет назад. Первые упоминания о гирях относятся к Древней Греции, где выточенные из камня снаряды, по форме отдалённо напоминающие гири, использовались для тренировки силы первых олимпийцев. В более поздний период времени каменные гири, по форме весьма схожие с современными гирями, использовались для тренировки тюркскими и славянскими народами. Следующий этап развития гиревого спорта связан с развитием торговли и появлением металлических весовых гирь, имеющих стандартный вес, на основе которых и были созданы современные спортивные гири. Толкование термина «гиря» появилось в русских словарях с начала XVII века и по мнению некоторых специалистов произошло от персидского слова girān («тяжёлый»).
День гиревого спорта был отмечен датой 10 августа 1885 года. Именно в этот день был создан первый «Клуб любительской атлетики». До этого дня упражнения с отягощениями носили скорее развлекательный характер и проводились на ярмарках и увеселительных мероприятиях.

## Современные спортивные гири
Спортивные гири предназначены для развития мускульной силы спортсменов, укрепления связок и сухожилий, имеют, как правило, сферическую форму со специальной рукоятью для захвата гири рукой, либо специальные захватные отверстия, крюки и прочие элементы для использования спортивных гирь в составе конструкции тренажёров.
Спортивные гири бывают двух видов — цельнолитые и разборные. Цельнолитые гири бывают весом 4, 8, 12, 16, 20, 24, 28, 32, 36, 40, 48, 56, 68, 80, 92 кг. В гиревом спорте проходят соревнования с использованием гирь весом 16, 24 и 32 кг, исторически сложившиеся из величин в один, полтора и два пуда (1 пуд ≈ 16 кг). По правилам МСГС, — битая ссылка. Необходимо изменение кодировки на основном сайте МФГС, ВФГС спортивные соревновательные гири должны иметь следующие параметры:
| Размеры                                                                                            | Цвет            |
| -------------------------------------------------------------------------------------------------- | --------------- |
| высота — 280 мм                                                                                    | 16 кг — жёлтый  |
| диаметр корпуса — 210 мм                                                                           | 24 кг — зелёный |
| диаметр ручки — 35 мм (c 2021 года ВФГС новый стандарт 32 кг осталась 35 мм, а 16 и 24 кг — 32 мм) | 32 кг — красный |

## Галерея

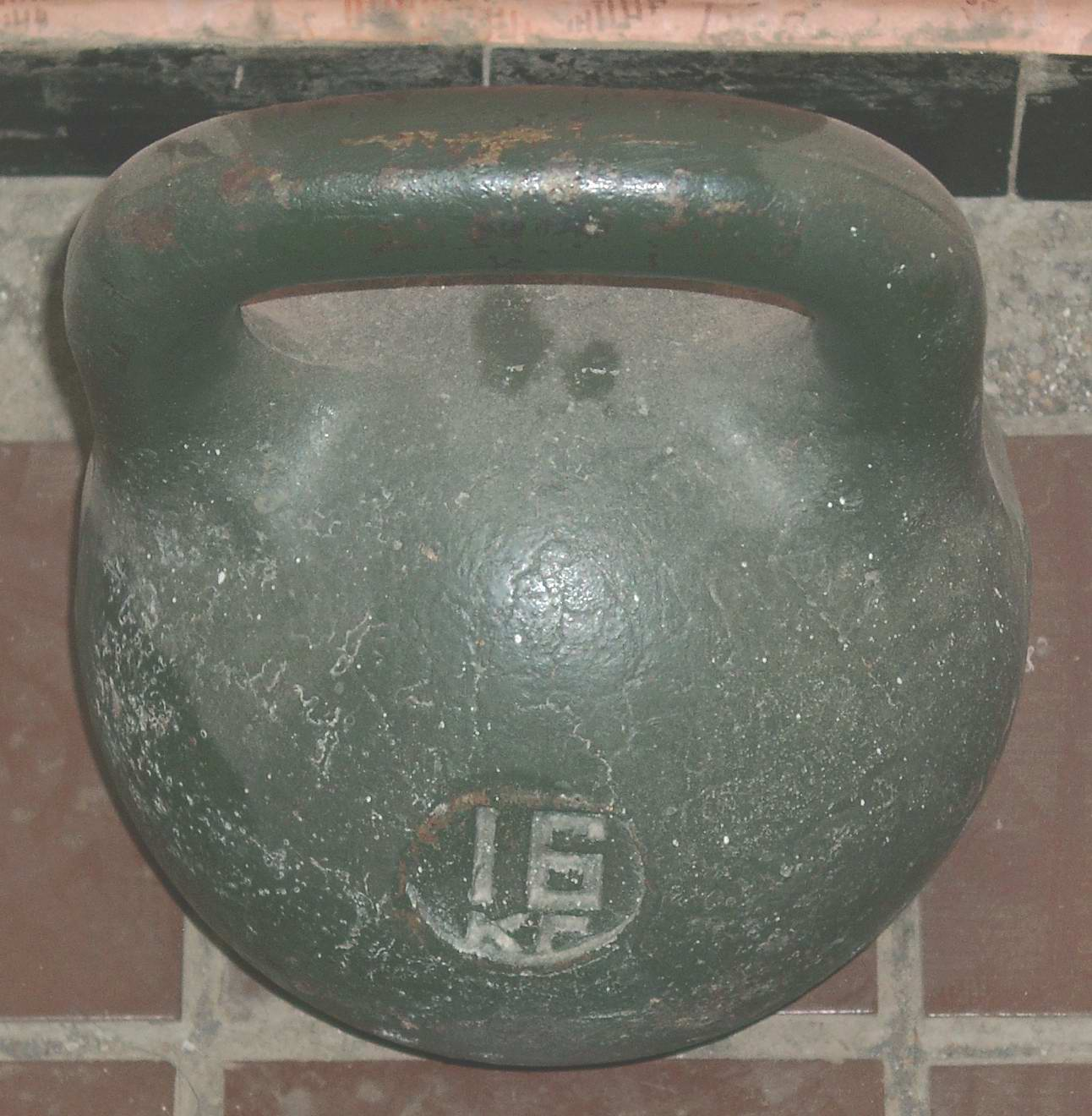
Спортивная гиря массой 16 кг
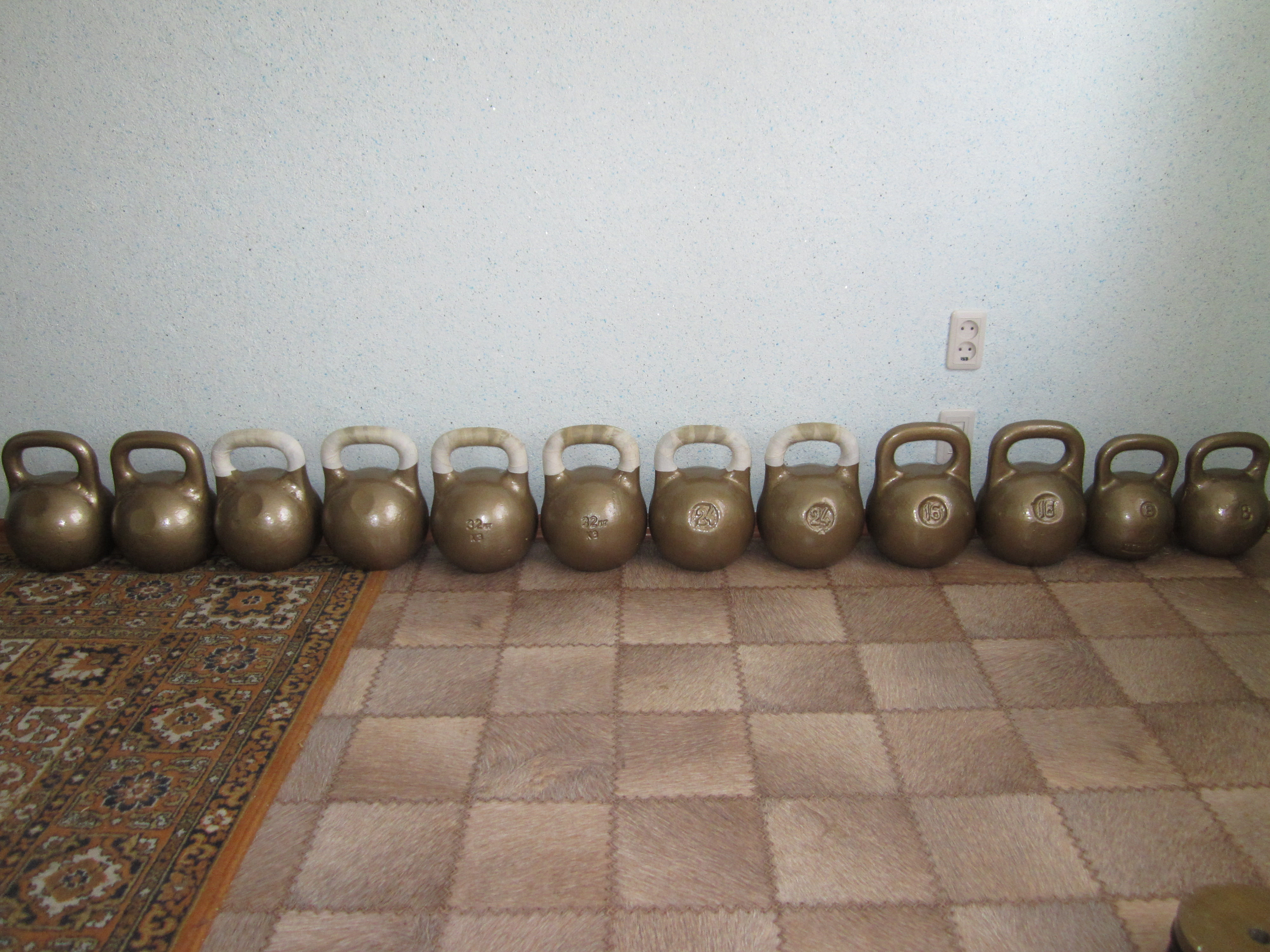
Спортивные гири попарно справа налево массой от 8 до 48 кг
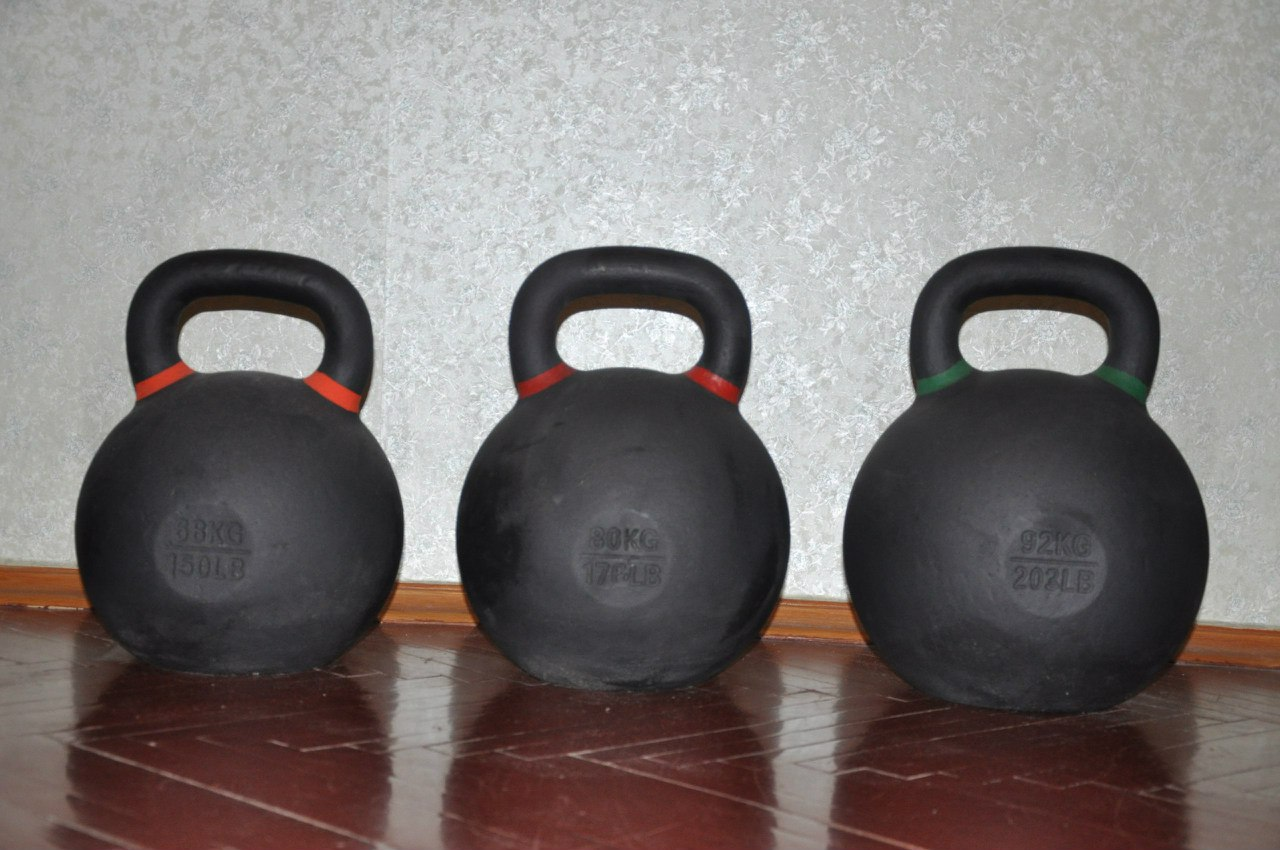
Китайские гири массой 68, 80 и 92 кг
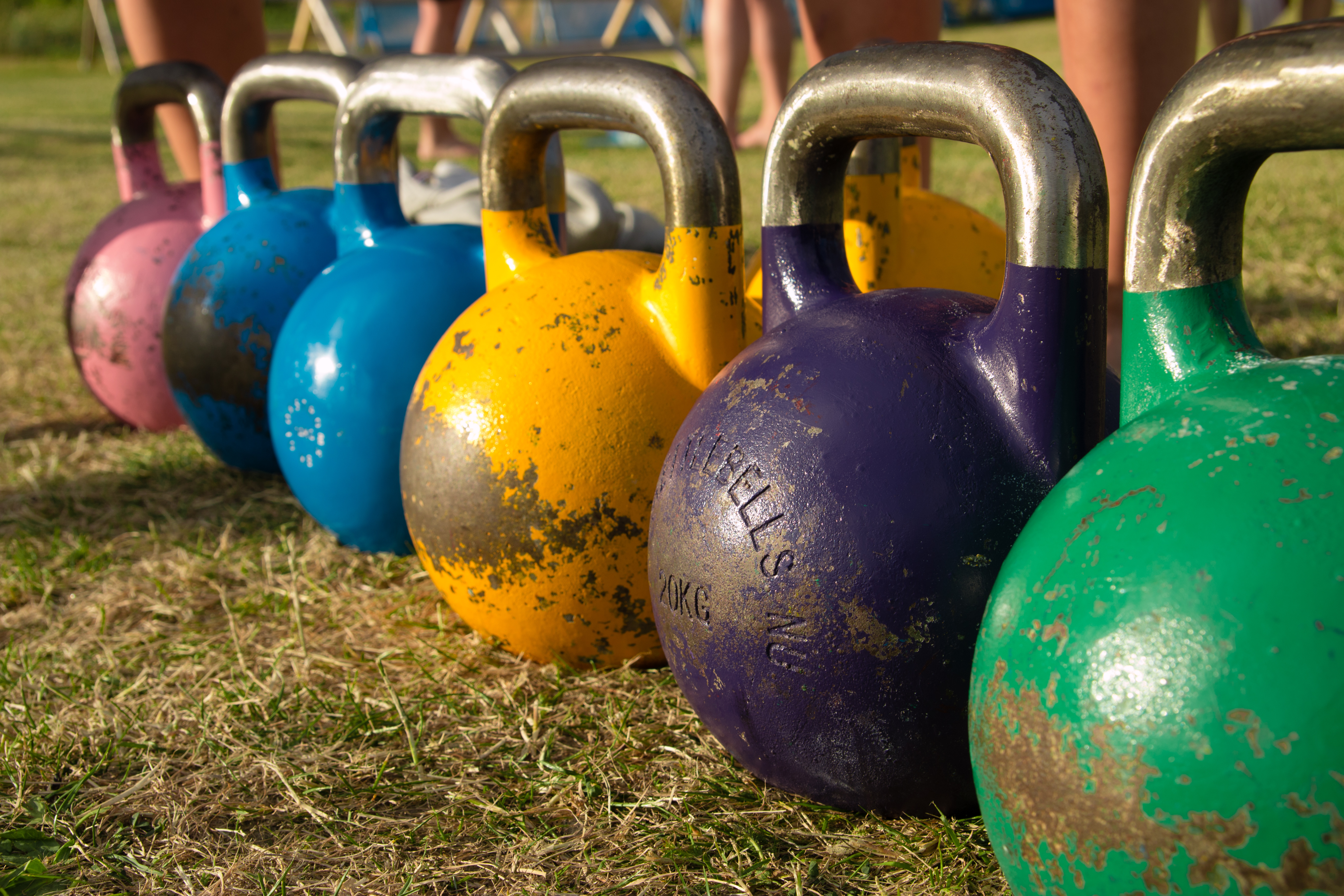
Гири весом 8—24 кг
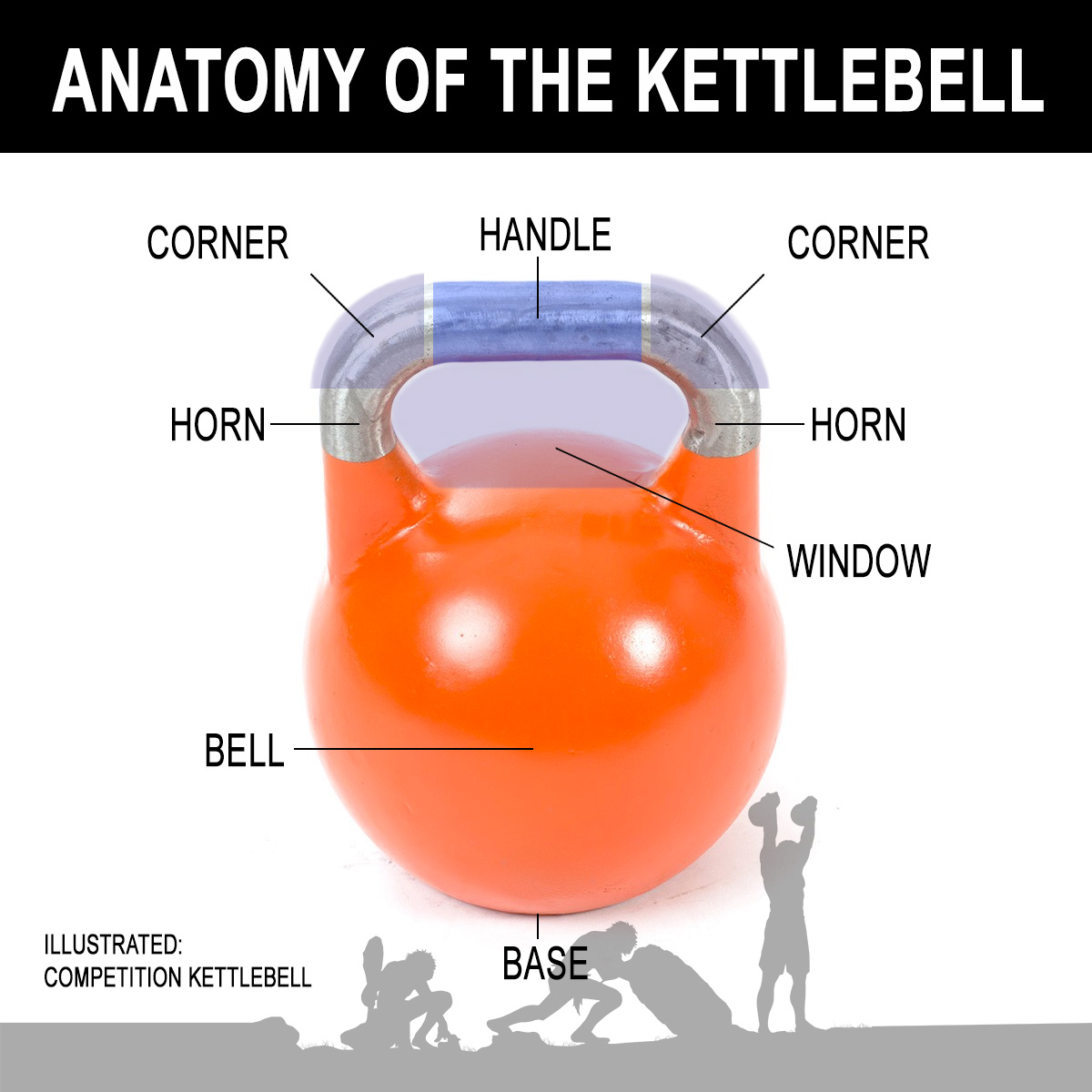
Анатомия гири
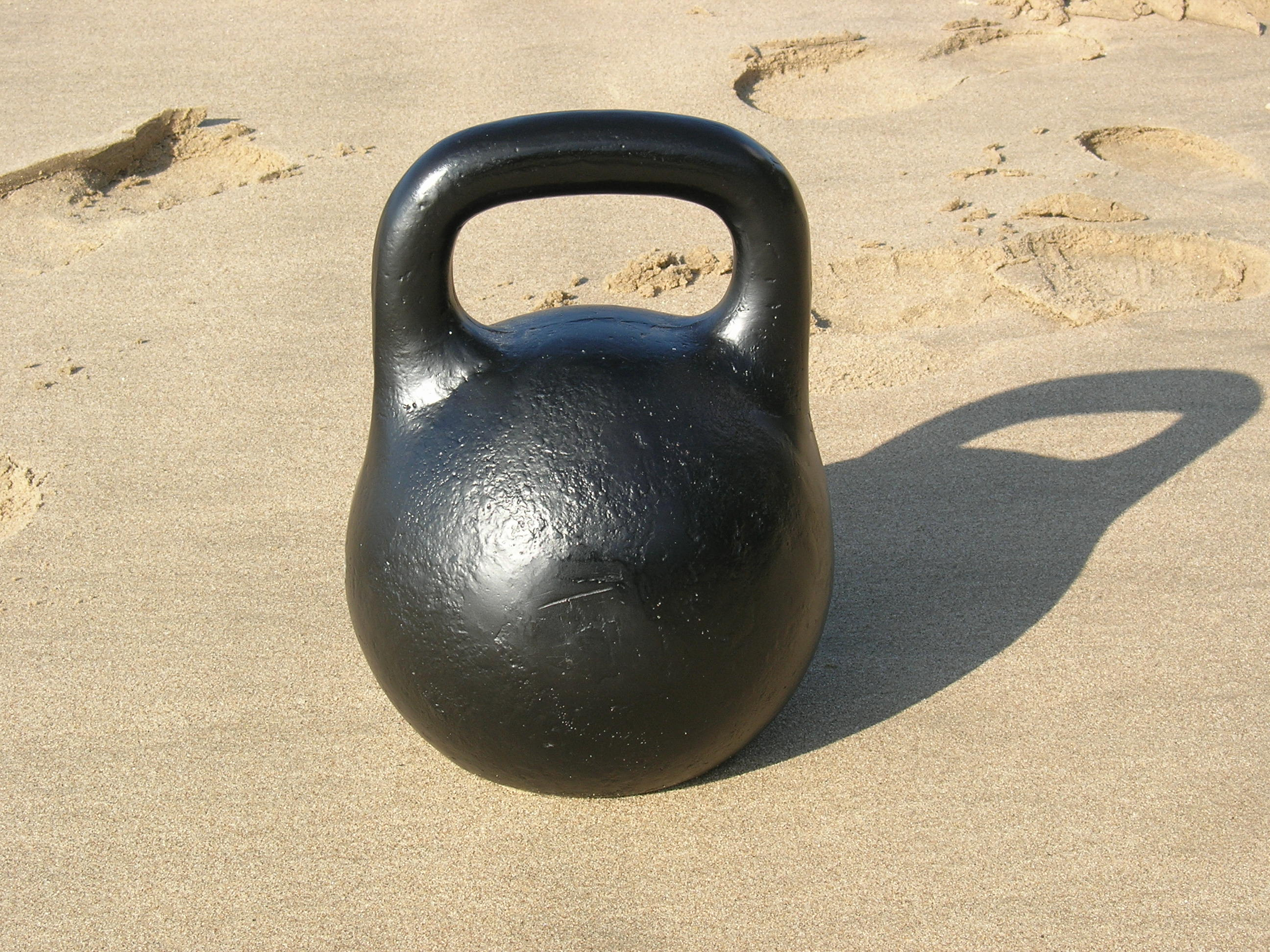
Гиря
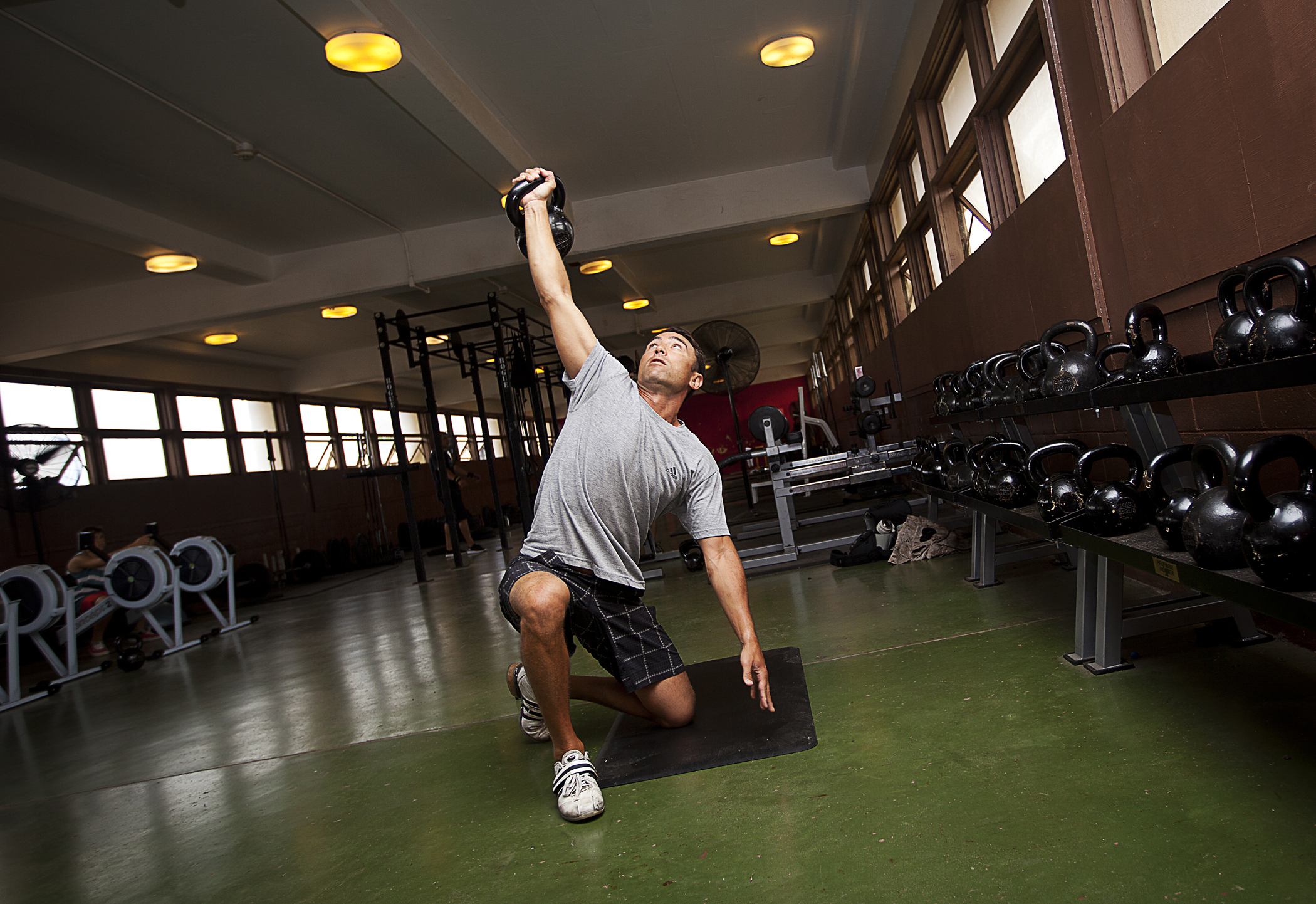
Турецкий подъём
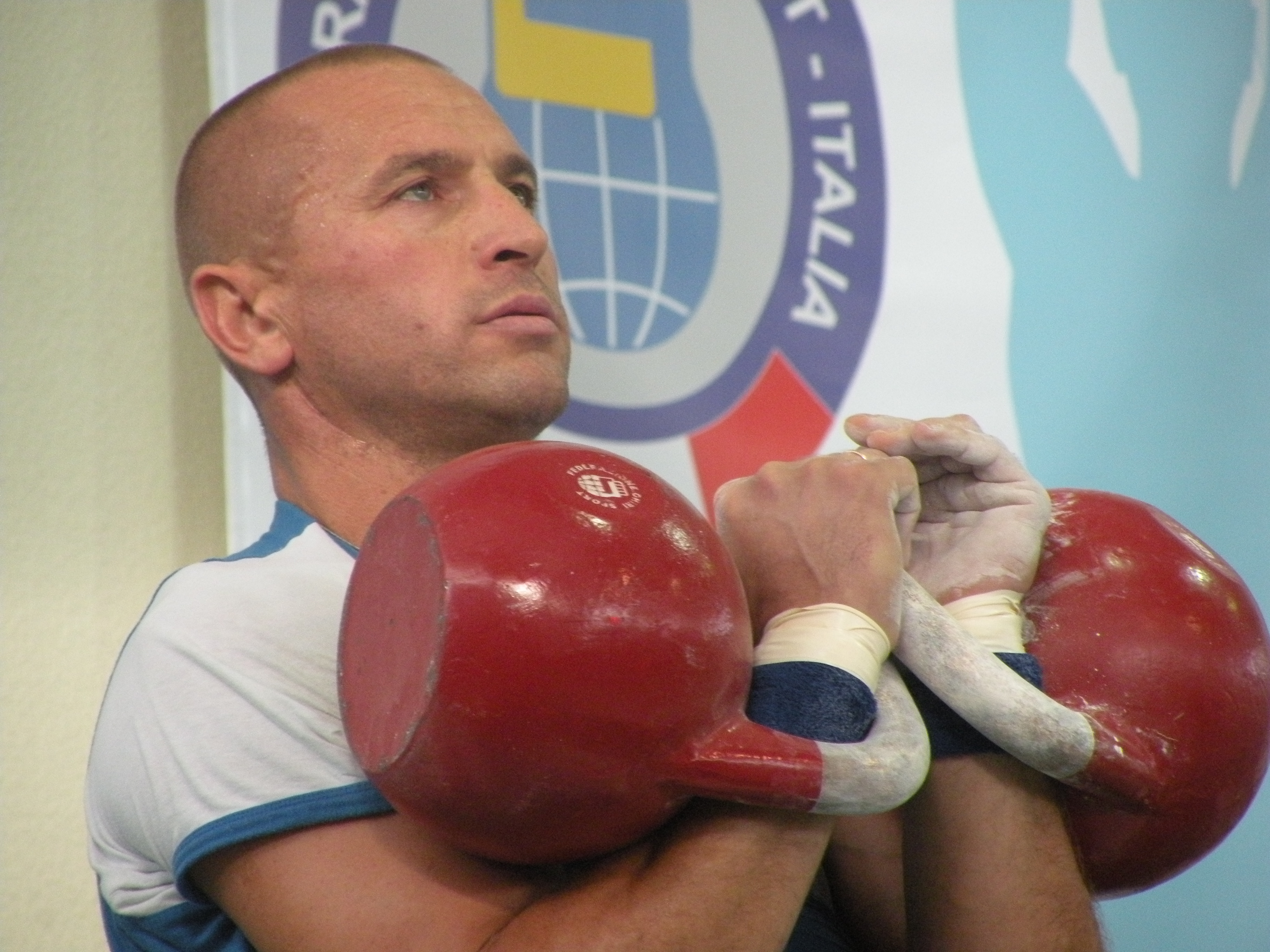
Соревновательный атлет («гиревик») выполняет толчок с гирями 32 кг (в стойке)
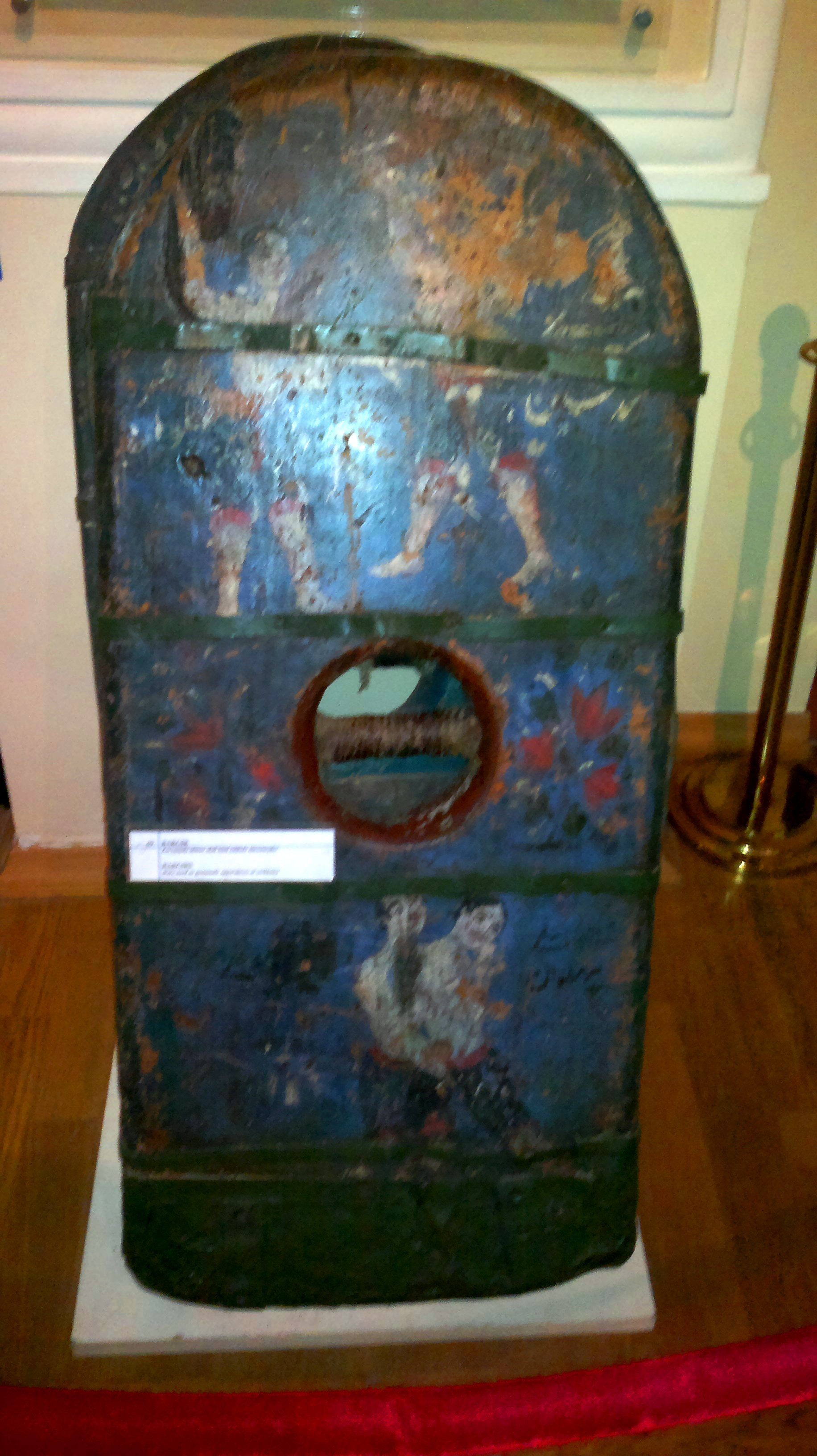
Средневековые гири (баргир). Национальный музей истории Азербайджана
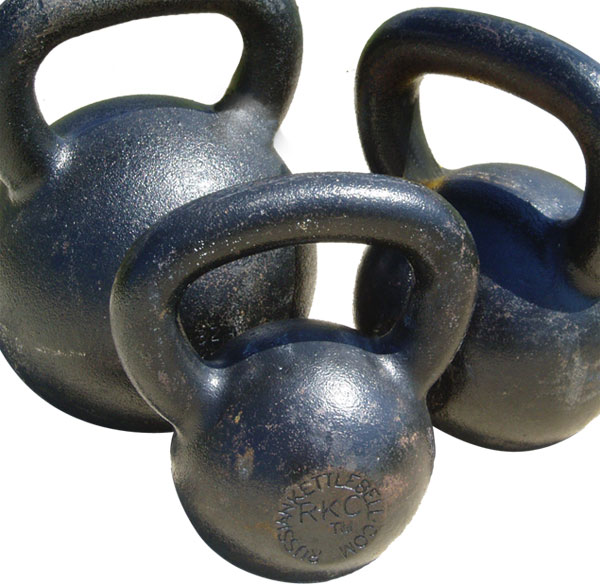
Гири 12 кг, 16 кг и 24 кг